# Sthenognatha gentilis
Sthenognatha gentilis är en fjärilsart som beskrevs av Felder 1874. Sthenognatha gentilis ingår i släktet Sthenognatha och familjen björnspinnare. Inga underarter finns listade i Catalogue of Life.